# Berdik
Berdik (en arménien Բերդիկ ) est une communauté rurale du marz d'Ararat en Arménie. En 2008, elle compte 1 015 habitants.